# Петер Лукач
Петер Лукач (угор. Lukács Péter; нар. 9 липня 1950, Будапешт) – угорський шахіст, міжнародний майстер від 1976 і гросмейстер від 1986 року.

## Шахова кар'єра
На рубежі 1970-1980-х років належав до числа провідних угорських шахістів. Тричі (1977, 1980, 1982) представляв свою країну на командних чемпіонатах Європи, у перших двох стартах вигравши в командному заліку срібні медалі. Крім того 1989 року у складі національної збірної взяв участь у командному чемпіонаті світу в Люцерні, де угорські шахісти посіли 4-те місце. У 1980 році завоював титул чемпіона Угорщини, завдяки чому через два роки взяв участь у зональному турнірі (відбіркового циклу чемпіонату світу) в Беїле-Херкулане, де поділив 4-те місце разом з Александером Шнапіком, Йожефом Пінтером і Флоріном Георгіу). Другу медаль чемпіонату країни (срібну) завоював у 1989 році.
До найбільших успіхів Лукача на міжнародних турнірах належать перемоги, або поділ першого місця, в таких містах, як: Перник (1976), Гельсінкі (1983), Врнячка-Баня (1985, разом з Міланом Матуловичем), Поляниця-Здруй (1986, Меморіал Рубінштейна, разом з Костянтином Лернером), Будапешт (1987), Мішкольц (1990, разом з Вадимом Рубаном), Монпельє (1991), Кечкемет (1991, разом із, зокрема, Люком ван Велі), Будапешт (1994, разом з Іоанісом Ніколаїдісом і 1999, разом з Хоанг Тхань Чанг). А також 2-гі місця в таких містах, як: Сьєнфуегос (1983, Меморіал Капабланки турнір B, позаду Хесуса Ногераса), Алмада (1988, позаду Вольфганга Ульманна, а разом з Джуліаном Годжсоном), Ліллафюред (1989, позаду Михайла Красенкова) і Будапешт (1993, позаду Петера Леко).
Найвищий рейтинг Ело в кар'єрі мав станом на 1 липня 1987 року, досягнувши 2520 очок ділив тоді 90-99-те місце в світовому рейтинг-листі ФІДЕ, одночасно ділячи 6-7-ме місце серед угорських шахістів.

## Зміни рейтингу
| На цьому місці має відображатися графік чи діаграма, однак з технічних причин його відображення наразі вимкнено. Будь ласка, не видаляйте код, який викликає це повідомлення. Розробники вже працюють для того, щоби відновити штатне функціонування цього графіка або діаграми. | |
| | На цьому місці має відображатися графік чи діаграма, однак з технічних причин його відображення наразі вимкнено. Будь ласка, не видаляйте код, який викликає це повідомлення. Розробники вже працюють для того, щоби відновити штатне функціонування цього графіка або діаграми. |